# Comité central du Parti communiste de l'Union soviétique
Le Comité central du Parti communiste de l'Union soviétique (CCPCUS) (en russe Центральный комитет Коммунистической партии Советского Союза, Tsentral'ny komitet Kommounistitcheskoï parti Sovietskovo Soïouza, en abrégé ЦК КПСС, TsK KPSS) était la plus haute instance du Parti communiste de l'Union soviétique (PCUS). Le Comité central dirigeait toutes les activités du parti et du gouvernement entre deux congrès du Parti communiste de l'Union soviétique. Les membres du Comité étaient élus lors des congrès tous les cinq ans.
En dehors de la désignation du secrétariat du comité et de son secrétaire général, le Comité central avait également pour rôle d'élire le Politburo ainsi que le secrétaire général du Parti communiste de l'Union soviétique. De 1919 à 1952, l'Orgburo était également élu en réunion plénière du comité.